# Segismundo Pey Ordeix
Segismundo Pey Ordeix (1867-1935) est un prêtre, journaliste et écrivain espagnol. De tendance intégriste, puis anticléricale, il est connu pour avoir été le meneur d'une campagne d'affrontement d'un groupe de catholiques contre les jésuites et les traditionalistes regroupés dans le journal El Siglo Futuro ainsi que pour des campagnes contre le nationalisme catalan.
Schismatique, partisan d'une Église nationale espagnole indépendante du Saint-Siège, il rejoint la franc-maçonnerie en 1907. Renvoyé de l'état clérical, il se marie civilement dans les années 1910. Il a trois enfants, qui s'exileront au Chili avec leur mère après la guerre d'Espagne.

## Biographie
Né à Sant Vicenç de Torelló (Barcelone) en 1867, il fit ses études au séminaire de Vich. Il fut majordome du séminaire d'Osma (es) et collabora avec l'évêque Pedro María Lagüera (es), connu pour son antilibéralisme farouche. À la mort de Lagüera en 1892, il se heurta à son successeur, l'évêque Victoriano Guisasola, l'obligeant à abandonner son poste ; il devint aumônier de l'Hospicio de Soria.
Au début, il était un prêtre intégriste, très populaire parmi les traditionalistes. Il collabora à El Siglo Futuro, mais quelque temps seulement car ce journal lui semblait trop modéré. Selon Francesc de Borja Moll, Pey Ordeix considérait comme contaminé de libéralisme quiconque faisait preuve de respect et de déférence envers les autorités civiles ou ecclésiastiques.
En 1898, il fonda le journal intégriste El Urbión, dans lequel il accusa les évêques espagnols de s'enrichir en ayant recours à la simonie et au népotisme. Pour le prêtre José Domingo Corbató (es), alors partisan du carlisme, l'excès de zèle de Pey Ordeix, qui faisait preuve de peu d'humilité, pouvait l'éloigner de l'Église, comme cela avait été le cas d'Arius, de Nestorius, Pelagius, Photius, Luther, Hus et Jansen, guidés par le même orgueil et la même prétention. En raison de ses posture vis-à-vis de la hiérarchie ecclésiastique, il eut une âpre dispute avec le chef du Parti intégriste, Ramón Nocedal.
Le 24 février 1900, l'évêque de Barcelone, José Morgades (es) condamna son périodique El Urbión, à la suite de quoi Pey Ordeix fit appel devant le Saint-Office. En tant que directeur de l'Association sacerdotale, il publia également en mai un document écrit polémique protestant contre les actes de Morgades en faveur du nationalisme catalan naissant, signé par d'autres prêtres et par le capitaine général de Catalogne lui-même. En août, le Saint-Office confirma la condamnation d´El Urbión.
Le conflit avec ses supérieurs le transforma en un anticlérical furieux, particulièrement antijésuite. En 1901, il publia un drame intitulé Paternidad (« Paternité »), attaquant la Compagnie de Jésus, dont la première représentation eut lieu au théâtre lyrique de Barcelone (es). Elle fut très applaudie par le public républicain et Pey Ordeix, dans son costume de prêtre, dut faire plusieurs rappels.
Avec le prêtre José Ferrándiz, il proposa la création d'une Église nationale espagnole qui serait indépendante du Vatican tout en maintenant la doctrine catholique et sans parvenir à une séparation totale avec Rome, idée qu'il exprima dans une série d'articles dans El País. Dans un style typiquement médiéval, il mit même au défi le cardinal Casañas de régler certaines questions doctrinales et sa conduite par le jugement de Dieu, s'engageant à entrer avec lui dans un bûcher allumé afin que la raison soit donnée à celui qui sortirait indemne des flammes.
Il se rétracta publiquement au milieu de l'année 1903, mais son ami José Ferrándiz déclara plus tard qu'il avait signé ce document — qui contenait des phrases humiliantes pour lui — alors qu'il était malade, « sur le lit de la douleur, presque mourant » et que, malgré cela, il ne fut pas réadmis dans son ministère et dut donc vivre d’aumônes. Pendant des années, il collabora avec le journal anticlérical El Motín (es). Il finit par abandonner l'habit clérical et contracta un mariage civil avec Manuela Casado, qu'il avait rencontrée à Soria. Le couple eut trois enfants : Víctor, Raúl et Diana Pey (es), tous trois exilés au Chili avec leur mère après la guerre civile espagnole,.
Il écrivit aussi Miguel Servet, el sabio víctima de la Universidad, el santo víctima de las iglesias (« Michel Servet, le sage victime de l'université, le saint victime des églises », 1911). Plus tard, il publia son Historia crítica de San Ignacio de Loyola en plusieurs volumes (« Histoire critique de Saint Ignace de Loyola », 1914), El padre Mir e Ignacio de Loyola (Madrid, Imprenta Libertad, 1913) et le roman sentimental et anticlérical Sor Sicalipsis qui dénonce les méthodes sectaires de certains ordres religieux réédité à deux reprises, en 1924 et à Barcelone en 1931.
Il est initié en franc-maçonnerie en avril 1907. En 1931, il intègre  la loge maçonnique Manuel Ruiz Zorrilla de Barcelone, rattachée au Grand Orient espagnol (es) récemment fondé, il figurait comme premier signataire du manifeste que la loge adressa le 30 septembre 1931 aux Cortes constituantes, avec des propositions radicalement anticléricales pour le traitement de la question religieuse dans la Constitution républicaine. Dans la vaste polémique entre franc-maçonnerie et Compagnie de Jésus, il fait preuve d'une grande virulence anti-jésuite,.
Il mourut à Barcelone en septembre 1935.

## Œuvres
- Miguel Servet, el sabio víctima de la Universidad, el santo víctima de las iglesias. Su vida, su conciencia, su proceso, su vindicación (1911).
- Historia crítica de San Ignacio de Loyola. Estudio analítico de la vida e historia del Santo fundador de la compañía hecho directamente sobre los documentos de los archivos nacionales y extranjeros, especialmente de los secretos del Vaticano, de la Inquisición y de la compañía..., Librería Internacional, 1916
- España entre Inglaterra y Alemania enfrente del conflicto de la Guerra Europea, 1915
- Evangelio del amor, 1918
- Jesuitas y masones (Barcelone, 1932)[24]
- Jesuítas y judíos ante la República: Patología nacional: estudio histórico, 1932
- El cisma de España, Barcelona, 1900
- Paternidad: Drama en cuatro actos y en prosa, 1901.
- El padre Mir e Ignacio de Loyola (Madrid: Imprenta Libertad, 1913)
- Sor Sicalipsis (1924; 2e édition, Barcelone: Maucci, 1931)